# Overheid (Adelsgeschlecht)

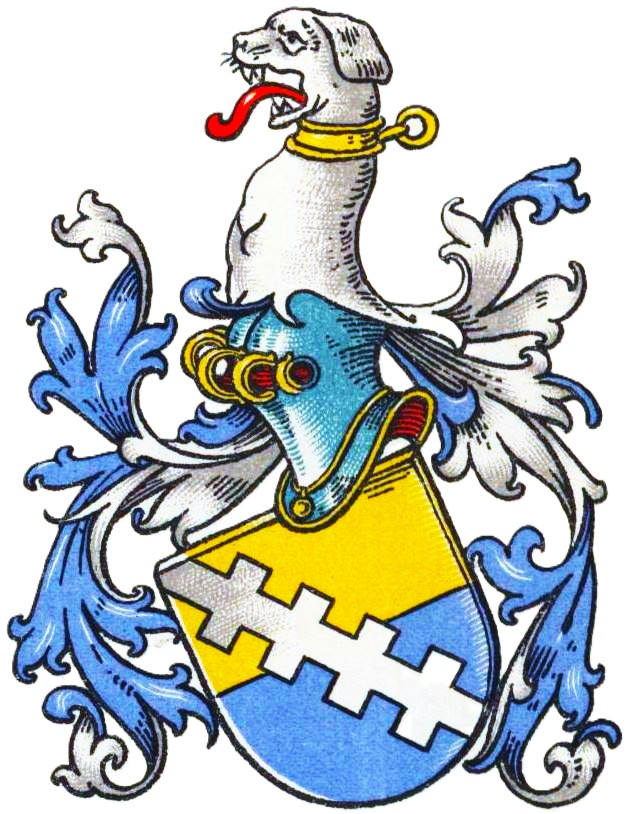
Wappen derer von Overheyd im Wappenbuch des Westfälischen Adels

Overheid (auch Overheyd o. ä.) ist der Name eines erloschenen bergischen Adelsgeschlechts.

## Geschichte
Das Geschlecht gehörte zum bergischen Uradel und hatten seinen namensgebenden Stammsitz auf Haus Overheid in Benrath. Erstmals erscheinen Mitglieder der Familie mit den Brüdern Gottschalk und Heinrich Overheide, die 1299 als Bürgen für Rutger und Adam, Söhne des verstorbenen Ritters Tilman Kase, die dem Kloster Clara zu Neuss ihren Hof Kappel in der Pfarre Rayde verkauften, auftreten.
Den Stammsitz Overheid brachte Katharina von Overheid (urkundl. 1535–1577; erscheint 1586 als †), Tochter von Bertram von Overheid und Katharina von dem Bongart, in ihre erste Ehe mit Wilhelm von und zum Haus ein. In zweiter und dritter Ehe war sie mit Hermann von Zweiffel (urkundl. 1545–1558; 1559 †) und ab 1560/63 mit Peter Kase von Riethrath (urkundl. 1501–1575; 1577 †) verheiratet.
Weiterer Besitz war das Haus zur Kaulen in Köln (urkundl. 1561) sowie ein Hof in Ehingen, den die Familie 1452 vom Kloster Gräfrath ertauschte und bis mindestens 1670 besaß. Ferner saß die Familie von spätestens 1510 bis 1592 auf Haus Graven im heutigen Langenfeld-Wiescheid. Haus Graven verkaufte die Familie 1592 an die Herren von Bottlenberg genannt Kessel. Auch Haus Schirpenbruch in Solingen, das als Mitgift der Steingen von Pertzdorf für ihre Ehe mit Gerhard von Overheid Ende des 15. oder Anfang des 16. Jahrhunderts an die von Overheid kam, war lange Zeit Besitz der Familie. 1678 belehnten die letzten Angehörigen der Familie den Amtmann von Mettmann, Johann Friedrich von Metternich, mit dem Haus.
Als „Ausgänge der Familie“ gibt Anton Fahne folgende Stammfolge an:
- Johann von Overheid zu Schirpenbruch
  - Bernhard von Overheid, wird 1561 namens seiner Frau vom Erzbischof Johann Gerhard von Köln mit dem Haus zur Kaulen in Köln belehnt, ⚭ Agnes von Deutz, Erbin zur Kaulen, 1586 Witwe
    - Maria von Overheid ⚭ Gothard von Twickel
    - Margaretha von Overheid ⚭ Christian von Edelkirchen zu Hersfelt, 1595
    - Bernhard von Overheid zu Schirpenbruch, 1609 Amtmann zu Bornefeld († 1650), ⚭ Anna von Scheidt genannt Weschpfennig, Tochter des Wilhelm von Scheid genannt Weschpfennig
      - Christoph von Overheid zu Schirpenbruch († 1661), besiegelte 1630–1647 die Landtagsverhandlungen und Erbvereinigung der Landstände, Amtsverwalter Monheim, 1641 Amtmann zu Bornefeld, verstarb kinderlos
      - Wilhelm von Overheid († 1618), kinderlos
      - Bernhard von Overheid († 1645), kinderlos
      - Anna von Overheid († 1638) ⚭ Johann Salentin von Metternich zu Niederberg
      - Agnes von Overheid († 1666), kinderlos
      - Maria Elisabeth von Overheid ⚭ Wilhelm von Katterbach zu Aldenhof, 1632
      - Katharina von Overheid († 1680), kinderlos

  - Godhard von Overheid

## Wappen
Blasonierung: In Gold über Blau geteilt. Über das Ganze hin ein schrägrechter silberner oben und unten gezinnter Balken. Auf dem Helm mit blau-silbernen Helmdecken ein silberner Brackenkopf mit goldenen Halsband mit Ring.
Anton Fahne schreibt abweichend von einem Blau über Silber geteilten Schild mit einem goldenen Doppelzinnenbalken. Laut Leopold von Ledebur zeigt eine Ahnentafel aber die von Max von Spießen im Wappenbuch des Westfälischen Adels dargestellte Tingierung.